# 武井ドンゲバビー
武井ドンゲバビー（たけい ドンゲバビー、1980年1月14日 - ）は、日本のピン芸人。
本名、武井 俊祐（たけい しゅんすけ）、元太田プロダクション所属。元ヴィンテージのメンバー。旧芸名、しゅん。

## 芸歴・人物
神奈川県出身、身長173cm、体重71kg、髪型は丸刈りのような髪型、特技はアコースティックギター。イントロを聞けばすぐに曲名が分かるほどの、桑田佳祐とサザンオールスターズのファン。目標とする人物は高田純次。森三中の村上知子とは、小中学校の同期生である。YouTuberとして活動もする。
2000年に大赤見展彦とコンビヴィンテージを結成したが、2013年12月31日にニュースタッフプロダクションを退社する。2014年からは、太田プロダクションに所属していたが、2017年4月に解散した。解散後、本名でピン芸人の活動を続ける。2020年3月31日からは、武井ドンゲバビー名義で活動をする。バッドボーイズの佐田正樹のYouTubeチャンネル「SATAbuilder's」の準レギュラーでもある。
2022年12月に、アパレルブランド「DGBB」を立ち上げた。
2023年2月より太田プロダクションを退社し、フリーランスとなったことを「SATA builder's」で公表した。

## 出演

### テレビ
- 世界の果てまでイッテQ!（日本テレビ）- 不定期出演（ヴィンテージ武井名義）
- おはスタ（テレビ東京、2013年9月2日）-『ひなこ姫を起こせ!』出演
- バズリズム（日本テレビ、2015年4月 - 2017年4月1日）